# Nyaung-U District
Nyaung-U District är ett distrikt i Myanmar.   Det ligger i regionen Mandalayregionen, i den centrala delen av landet, 190 km nordväst om huvudstaden Naypyidaw.